# Charles W. Whittlesey
Charles White Whittlesey (nacido el 20 de enero de 1884; desaparecido el 26 de noviembre de 1921) fue un receptor de la Medalla de Honor del Ejército de los Estados Unidos que dirigió el "Batallón Perdido" en la Ofensiva de Meuse-Argonne durante la Primera Guerra Mundial. Se presume que se suicidó ahogándose cuando desapareció de un barco en ruta hacia La Habana el 26 de noviembre de 1921, a la edad de 37 años.

## Primeros años

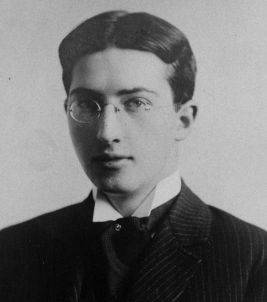
Whittlesey en el Williams College

Charles White Whittlesey nació en Florence, Wisconsin, donde su padre trabajaba como leñador, y asistió a la escuela en Green Bay, Wisconsin. Se trasladó con su familia en 1894 a Pittsfield, Massachusetts, donde se graduó en el instituto de Pittsfield en la clase de 1901. Se matriculó en el Williams College, donde fue miembro del St. Anthony Hall, graduándose en 1905. Fue votado como el "tercer hombre más brillante" de su clase, y por sus modales aristocráticos fue apodado "Conde". Se licenció en Derecho en la Escuela de Derecho Harvard en 1908. Poco después de graduarse, formó una sociedad de abogados con su compañero de Williams J. Bayard Pruyn en la ciudad de Nueva York. Influido por su amigo y compañero de habitación en Williams, Max Eastman, Whittlesey pasó varios años como miembro del Partido Socialista de América antes de renunciar a su afiliación disgustado por lo que consideraba el creciente extremismo del movimiento.

## Primera Guerra Mundial
En mayo de 1917, un mes después de la entrada estadounidense en la Primera Guerra Mundial, Whittlesey se despidió de su asociación y se unió al ejército de los Estados Unidos. Se embarcó para el Frente Occidental como capitán de la 308.ª Infantería, 77.ª División. La 77.a División se conocía como la "División Metropolitana", porque estaba formada en gran parte por hombres de la ciudad de Nueva York, principalmente del políglota Lower East Side. Sus miembros hablaban 42 idiomas o dialectos diferentes.

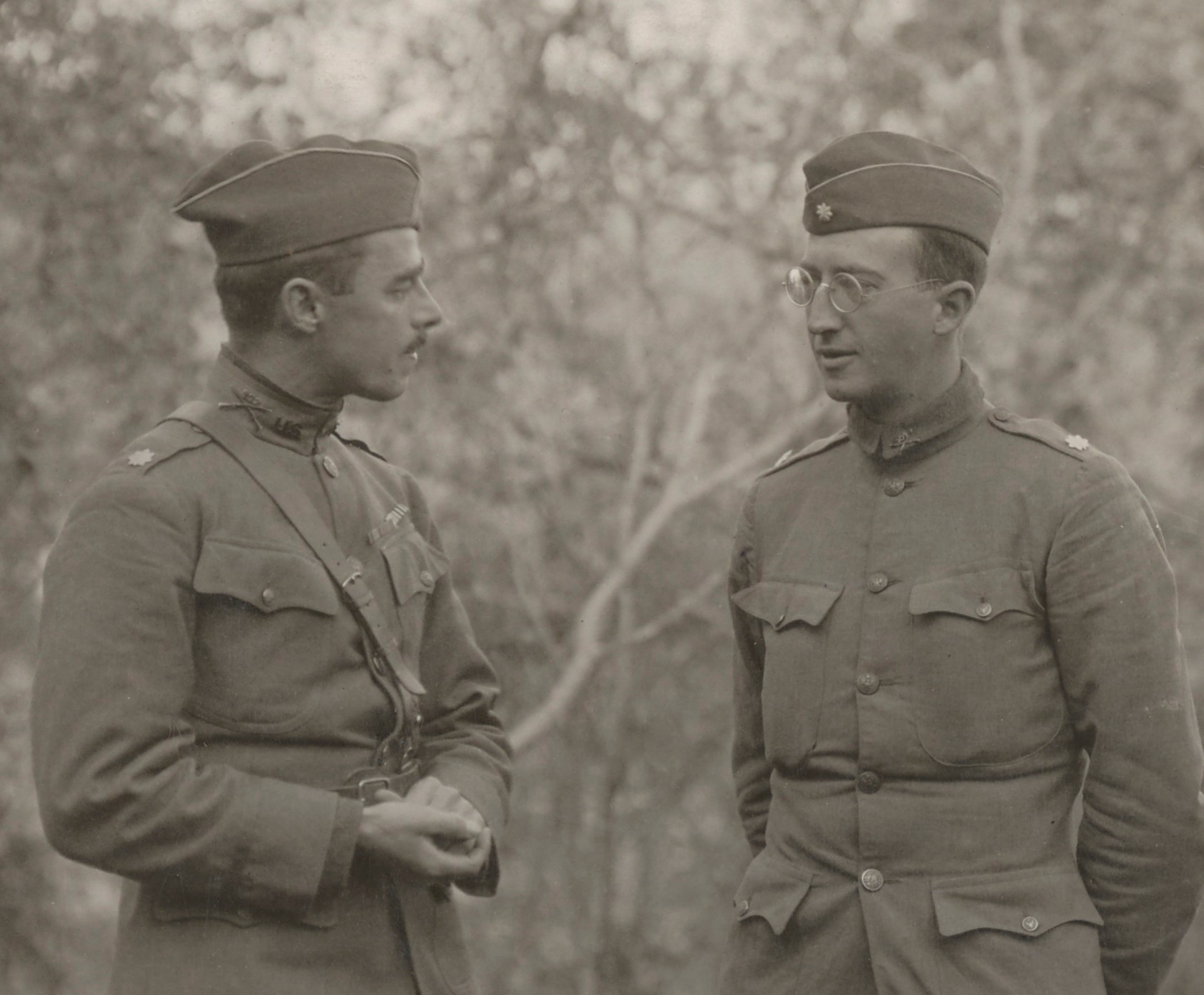
El Mayor Whittlesey (derecha) hablando con el Mayor Kenny, al mando del 3.er Batallón de la 307.ª Infantería, después de la batalla. El batallón de Kenny participó en los intentos de relevo del "Batallón Perdido".

En septiembre de 1917, Whittlesey fue nombrado mayor y puesto al mando de un batallón. En la mañana del 2 de octubre de 1918, se ordenó a la 77.a División que avanzara contra una línea alemana fuertemente fortificada como parte de un ataque estadounidense masivo en la región de Meuse-Argonne. Whittlesey comandaba un batallón mixto de 554 soldados, que avanzaban hacia adelante a través de un barranco. Debido a que las unidades en sus flancos no lograron avanzar, las tropas de Whittlesey fueron aisladas de sus líneas de suministro, inmovilizadas por el fuego alemán desde los acantilados de 200 pies (61 m) de altura circundantes. Los días siguientes fueron peligrosos para Whittlesey y sus hombres, ya que estaban sin comida ni agua. Algunos de los hombres nunca habían arrojado una granada real, pero durante cuatro días resistieron los francotiradores y los ataques de oleadas de tropas alemanas armadas con granadas de mano y, en un incidente, lanzallamas. Durante este período, los corresponsales de guerra aprovecharon el incidente y llamaron a la unidad el "Batallón Perdido".
El 7 de octubre, los alemanes enviaron un prisionero de guerra estadounidense con los ojos vendados y una bandera blanca, con un mensaje en inglés:

El sufrimiento de sus hombres heridos se puede escuchar aquí en las líneas alemanas, y apelamos a sus sentimientos humanos para que se detengan. Una bandera blanca mostrada por uno de sus hombres nos dirá que está de acuerdo con estas condiciones. Por favor, trate al soldado Lowell R. Hollingshead [el portador] como un hombre honorable. Es todo un soldado. Te envidiamos. El oficial al mando alemán.

La supuesta respuesta de Whittlesey fue "¡Vete al infierno!", Aunque luego negó haberlo dicho, afirmando que una respuesta era innecesaria. Ordenó sábanas blancas que habían sido colocadas como señales para que los aviones aliados dejaran suministros para que fueran retirados para que no se confundieran con señales de rendición. Esa noche llegó una fuerza de socorro y los alemanes se retiraron. De las 554 tropas originales involucradas en el avance, 107 habían muerto, 63 estaban desaparecidas y 190 resultaron heridas. Solo 194 pudieron salir caminando del barranco.

### Premios y condecoraciones
Los premios de Whittlesey incluyen:
|  | Bronze star · Bronze star · Bronze star |  |
|  |                                         |  |

| 1.ª Fila | Medalla de Honor                               | Medalla de la victoria de la Primera Guerra Mundial con tres estrellas de servicio de bronce | Legión de Honor (Francia)                                           |
| 2.ª Fila | Cruz de guerra (1914-1918) con palma (Francia) | Cruz de Guerra (Italia)                                                                      | Caballero Comendador de la Orden del Príncipe Danilo I (Montenegro) |

### Mención de la Medalla de Honor
Rango y organización: Mayor, Ejército de los EE. UU., 1.er Batallón, 308.º de Infantería, 77.º División. Lugar y fecha: en Charlevaux, Binarville, bosque de Argonne, Francia; 2 a 7 de octubre de 1918. Entró en servicio en: Pittsfield, Massachusetts. Nacimiento: 20 de enero de 1884; Florence, Wisconsin. Órdenes Generales: Departamento de Guerra, Órdenes Generales No. 118, 2 de diciembre de 1918.

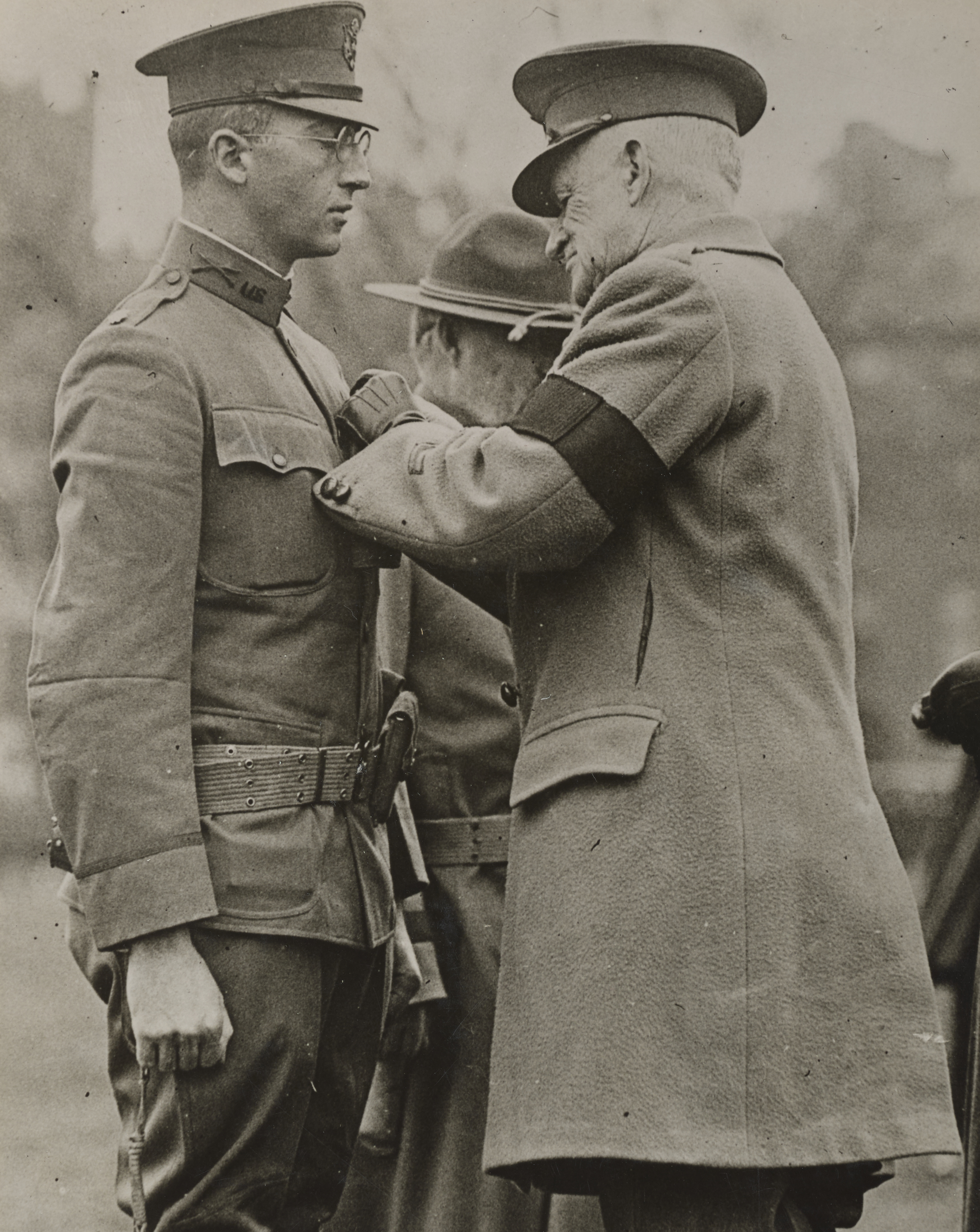
El mayor general Clarence R. Edwards condecorando con la Medalla de Honor al Tte. Coronel Charles W. Whittlesey en el parque de Boston Common.

### Citación
Aunque aislado durante cinco días del resto de su división, el mayor Whittlesey mantuvo su posición, a la que había alcanzado bajo las órdenes recibidas para un avance, y mantuvo su mando, que constaba originalmente de 46 oficiales y hombres de la 308a Infantería y de la Compañía K del 307.º de Infantería, juntos ante la superioridad numérica del enemigo durante los cinco días. El comandante Whittlesey y su mando quedaron así cortados, y no le llegaron raciones ni otros suministros, a pesar de los decididos esfuerzos que hizo su división. El cuarto día, el mayor Whittlesey recibió del enemigo una propuesta escrita de rendición, que trató con desprecio, aunque en ese momento no tenía raciones y había sufrido una pérdida de aproximadamente el 50 por ciento de muertos y heridos de su mando y estaba rodeado por el enemigo.

## Vida posterior
Whittlesey recibió un ascenso en el campo de batalla a teniente coronel y regresó a los Estados Unidos como héroe de guerra, recibiendo el 6 de diciembre de 1918 una de las tres primeras Medallas de Honor otorgadas por su valor en la guerra. (Uno de los otros dos fue con su segundo al mando, George G. McMurtry). La historia del Batallón Perdido fue uno de los eventos más comentados de la Primera Guerra Mundial. En 1919, los eventos se convirtieron en una película en la que apareció Whittlesey. Trató de regresar a su carrera, trabajando como abogado en la firma de Wall Street de White & Case, pero se encontró en constante demanda de discursos, desfiles y títulos honoríficos. La presión lo abrumaba; le dijo a un amigo: "No pasa un día sin que escuche algo de mi antiguo atuendo, generalmente sobre alguna pena o desgracia. No puedo soportarlo mucho más".

## Especulación sobre la desaparición
En noviembre de 1921, Whittlesey actuó como portador del féretro en el entierro del Soldado Desconocido en el Cementerio Nacional de Arlington, junto con sus compañeros receptores de la Medalla de Honor Samuel Woodfill y Alvin York. Unos días después reservó un pasaje de Nueva York a La Habana a bordo del SS Toloa, un barco de la United Fruit Company. El 26 de noviembre de 1921, su primera noche fuera de Nueva York, cenó con el capitán y salió de la sala de fumadores a las 11:15 p. m. declarando que se retiraba por la noche, y el capitán notó que estaba de buen humor. Whittlesey nunca más fue visto. Se presume que saltó por la borda; Su cuerpo nunca fue recuperado. Antes de salir de Nueva York, preparó un testamento dejando su propiedad a su madre. También dejó en su camarote una serie de cartas dirigidas a familiares y amigos. Las cartas estaban dirigidas a sus padres, sus hermanos Eliseo y Melzar, su tío Granville Whittlesey y sus amigos George McMurtry, J. Bayard Pruyn, Robert Forsyth Little y Herman Livingston, Jr. También en su camarote se encontró una nota al capitán del Toloa dejando instrucciones para la disposición del equipaje dejado en su camarote. En un testamento de una página que se encuentra en su despacho de abogados, Whittlesey le dejó a McMurtry la carta alemana exigiendo la rendición del Batallón Perdido.

## Monumentos y memoriales
El cenotafio de Whittlesey está en un cementerio en Pittsfield, Massachusetts. Señala que su cuerpo nunca fue recuperado. En 1948, se dedicó la Sala Charles White Whittlesey en el Williams Club de la ciudad de Nueva York.

## En la cultura popular
En 2001, el canal de televisión estadounidense A&E hizo una película para televisión llamada The Lost Battalion basada en relatos de la batalla. En ese retrato, Whittlesey fue interpretado por Rick Schroder.
En 2016, una banda sueca de heavy metal Sabaton honró sus actos heroicos con la canción principal "Lost Battalion" en su octavo álbum, The Last Stand.
En 2020, se lanzó la novela Cher Ami and Major Whittlesey de Kathleen Rooney.

## Otras lecturas
- Slotkin, Richard (2005). Lost Battalions; The Great War and the Crisis of American Nationality. New York: H. Holt. ISBN 0-8050-4124-9. OCLC 8975902. (requiere registro).
- «Sought Whittlesey half day in midsea; Search Will Make Fruit Liner Toloa Late Reaching Havana». The New York Times. 30 de noviembre de 1921. p. 5.
- Whittlesey, Charles W.; McMurtry, George G. (30 de septiembre de 1928). «The Epic of the Lost Battalion». The New York Times Magazine. p. 1.